# Yoga del silencio
El yoga del silencio se dirige hacia el conocimiento y su contenido se parece a la filosofía del no dualismo. Fue fundado y establecido por el maestro de Aavaita Madhukar. En el yoga del silencio no se hacen ejercicios físicos ni mentales. 
La rama occidental del gñana-ioga (yoga del conocimiento) apunta directamente a la realización del sí mismo/ser.
En estas tradiciones, el silencio representa la eternidad, la base de la existencia, la fuente del ser, donde todo se origina y termina.
En el yoga del silencio, la persona se concentra en este silencio. Se hace unidad con él y así alcanza una mayor tranquilidad interna. La experiencia del silencio no se entiende como una absorción meditativa limitada en el tiempo, sino más bien como una inmersión en la conciencia infinita. La autopercepción resultante sirve de base para más serenidad y felicidad en la vida.

El silencio es la fuerza más poderosa en el universo. A través del silencio podemos dejar de dar importancia a nosotros mismos como personas y reconocer nuestra libertad.
Madhukar, Weimarer Visionen, octubre de 2009

El yoga del silencio se celebra como un encuentro público de un día o como un retiro de varios días de duración.